# ウィキペディアタウン

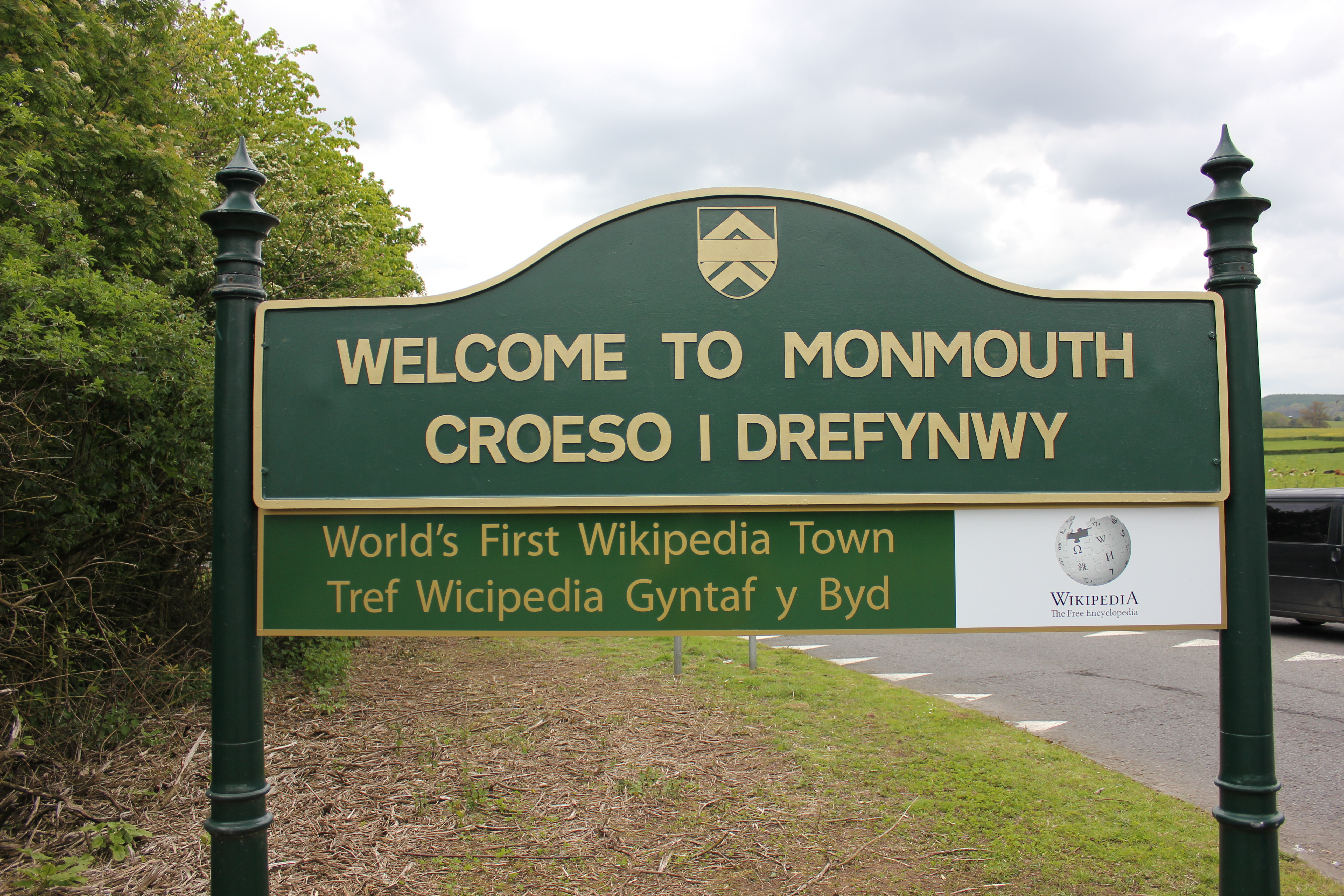
世界初のウィキペディアタウンとされるモンマス。町の案内板にウィキペディアのロゴが付いている。

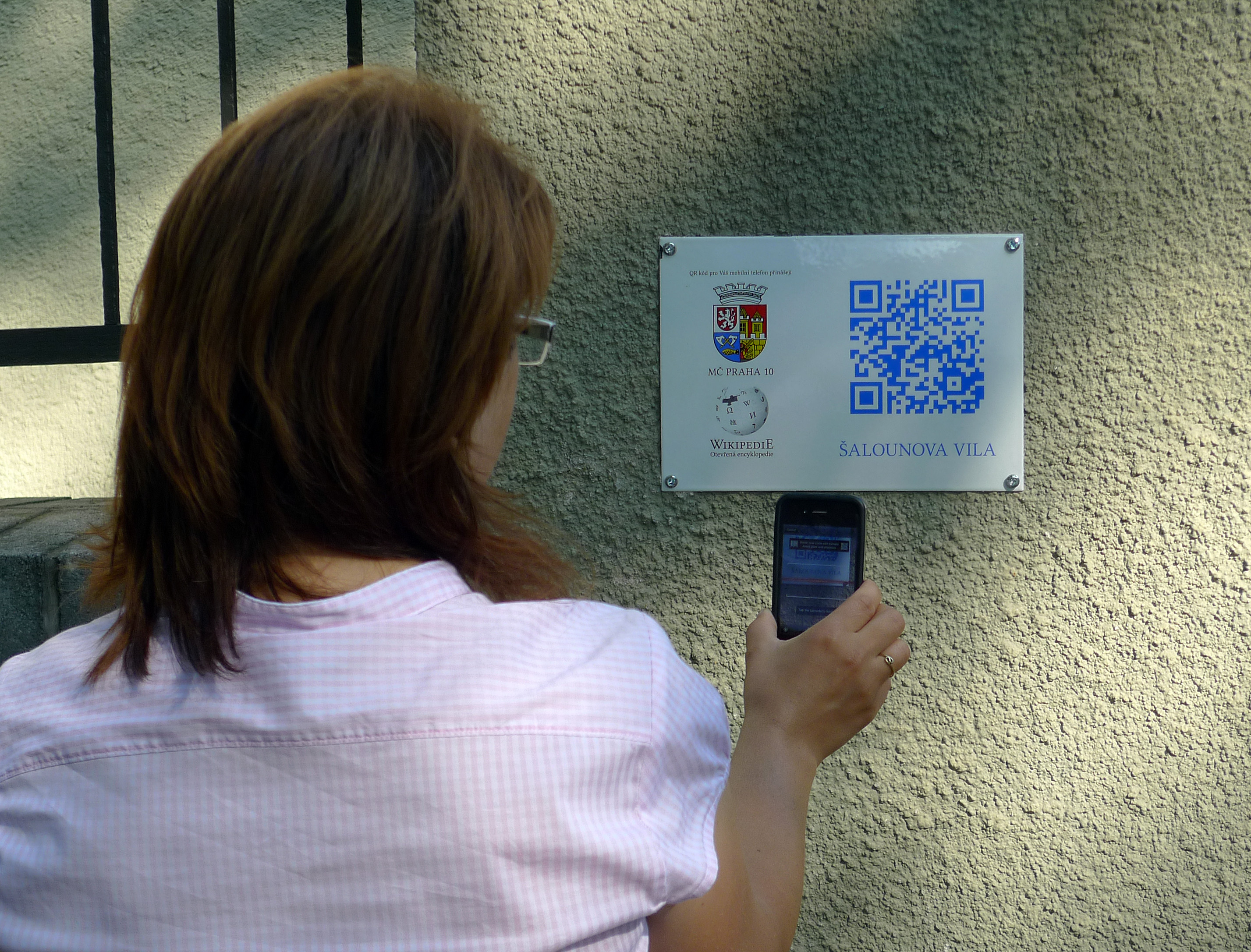
QRコードにて携帯端末に情報を得る

ウィキペディアタウンとは、その地域にある文化財や観光名所などの情報をインターネット上の百科事典「ウィキペディア」に掲載し、さらに掲載記事へのアクセスの容易さを実現した街（町）のことである。
また日本においては街（町）そのものを指す語句よりも、「ワークショップやイベント形式で地域の文化財や観光名所などの情報を調べて、その成果をウィキペディアの記事にまとめる」エディタソンの取り組みを「ウィキペディアタウン」と呼ぶことがある。

## 町としてのウィキペディアタウン
世界初のウィキペディアタウンは、2012年のイギリス・ウェールズにある人口9,000人弱のモンマスという町とされ、町中に無料のWi-Fiを設置し、博物館や学校など1000カ所の建造物・展示物に、ウィキペディアへの検索が行えるQRコードがあり、これを用いて携帯電話、スマートフォンなどでアクセスできるようになっている。
この町はウィキペディアの編集者の提案で始まり、「モンマスペディア」という名のプロジェクトがたちあがり、町議会の協力の元、ボランティアが新たに約500項目の記事を執筆し、また、QRコードのプレート、シールを各所に取り付けるなど、6か月かけて準備をしたという。
これについて、ウィキペディアを運営するWikimedia財団は、「紙のガイドブックや地図は情報が古くなってしまうが、Wikipediaの記事は常にアップデートされている点がエキサイティングだ」〔ママ〕としている。

## 日本でのイベント
（プロジェクト:アウトリーチ/ウィキペディアタウンも参照）
2013年（平成25年）2月、神奈川県横浜市において、横浜オープンデータソリューション発展委員会が、一般社団法人SoLaBoの協力の元、ウィキペディアタウンの立ち上げを企画しイベントを開催した。同年6月、東京都世田谷区において、クリエイティブ・シティ・コンソーシアムが、「二子玉川をウィキペディア・タウンにしよう」という催しを行い、約30人が参加した。また、ウィキペディアの地図版といわれる「オープンストリートマップ」へも情報を掲載した。
2014年（平成26年）2月16日および2月22日の「インターナショナル・オープンデータ・デイ in 京都」の取り組みの一環として、京都府京都市において、オープンデータ京都実践会がウィキペディアタウンを開催している。その後、京都では定期的なウィキペディアタウン開催が行われている。同年11月、宮城県仙台市において、「仙台駅東エリアマネジメント協議会」が同駅周辺で「ウィキペディアタウン」イベントを初開催した。2015年（平成27年）1月、北海道森町において、北海道オープンデーターワークショップ森町による第1回ウィキペディアタウンもりまちが行われ、約10名の参加があった。
2019年3月21日、静岡県沼津市の史跡である神明塚古墳の案内看板に、ウィキペディア日本語版の神明塚古墳の記事へのリンクにアクセスが可能なQRコードが貼り付けられた。日本において文化財と対応したQRコードが設置されるのは初めてであり、もともとの意味での「ウィキペディアタウン」の第一歩となった。
その後、日本各地でウィキペディアタウンが活発に開催されている。これまで行われた取り組みはプロジェクト:アウトリーチ/ウィキペディアタウン/アーカイブにまとめられ、これから行われる予定の取り組みはプロジェクト:アウトリーチ/ウィキペディアタウンに記載されている。

## ウィキペディアタウンの主なねらい
- ウィキペディアに掲載することで地域の情報が世界中に公開され、地域の活性化につながる可能性[1]。
  - 観光や地域ガイドアプリへのスポットの情報提供という二次利用[9]。
- 多くの人の情報の活用で、副産物が産まれ、新しい価値の創造が期待される[1]。